# Roodstermierenpikker
De roodstermierenpikker (Parmoptila rubrifrons) is een zangvogel uit de familie Estrildidae (prachtvinken).

## Verspreiding en leefgebied
Deze soort komt voor van Liberia (Mont Nimba) tot zuidelijk Mali en het zuidelijke deel van Centraal-Ghana.